# Symballophthalmus pictipes
Symballophthalmus pictipes är en tvåvingeart som först beskrevs av Becker 1889.  Symballophthalmus pictipes ingår i släktet Symballophthalmus och familjen puckeldansflugor. Inga underarter finns listade i Catalogue of Life.